# Lake Superior State Lakers
Lake Superior State Lakers är en idrottsförening tillhörande Lake Superior State University och har som uppgift att ansvara för universitetets idrottsutövning.

## Idrotter
Lakers deltager i följande idrotter:
| Herrar - Basket - Friidrott - Golf - Ishockey - Tennis - Terränglöpning | Damer - Basket - Friidrott - Golf - Softboll - Tennis - Terränglöpning - Volleyboll |

## Idrottsutövare

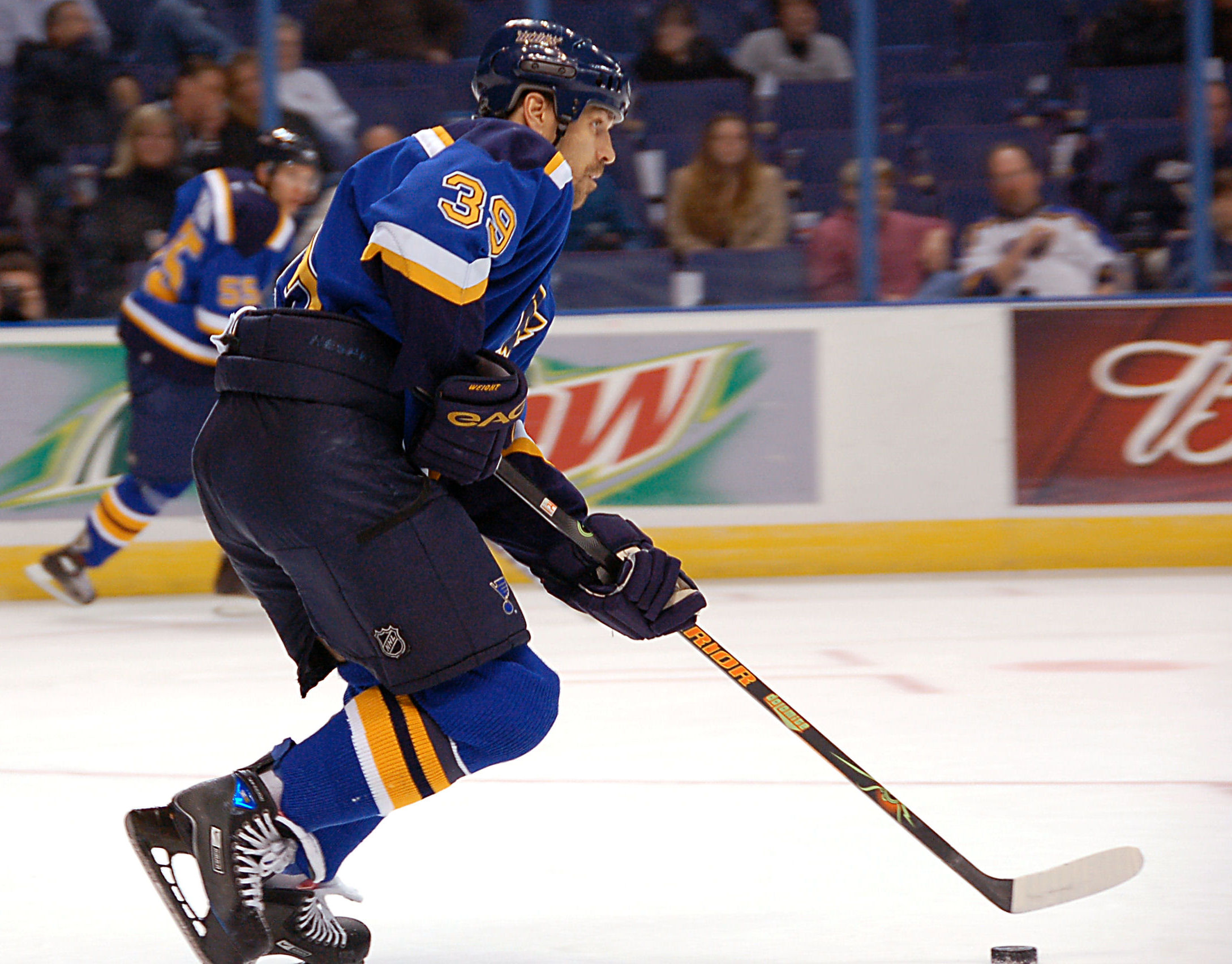
Doug Weight.

| Ishockey - Will Acton - Kevin Czuczman - Randy Exelby - Brian Felsner - John Grahame - Mike Greenlay | - Kellan Lain - Steven Oleksy - Brian Rolston - Derek Smith - Zach Trotman - Doug Weight |